# Peter Warnøe
Peter Alfred Warnøe (født 22. december 1963) er en dansk iværksætter og medstifter og ejer af kapitalfonden Nordic Eye. I 2019 var han med i fjerde sæson af tv-programmet Løvens Hule som investor. Han var i 1999-2001 medlem af tidligere statsministers Poul Nyrups Digitale advisoryboard samt medlem af bestyrelsen i Danmarks Exportråd i 2000-2002.
Han var medstifter og ejer af selskabet Complet Data, som i 1997 blev solgt for 142 mio. kr., og Warnøe blev kendt som Danmarks første it-millionær. Warnøe er stifter og CEO af Nordic Eye Venture capital, der blev stiftet i 2017.

## Privat
Peter Warnøes far er læge Ole Warnøe (1933-2010) og moren er Anne Fabricius-Bjerre. Han har søstrene Helle Warnøe og Dorte Warnøe Høgh. Fra 1977 til 2004 var hans stedfar Bent Fabricius-Bjerre.
Warnøe har to døtre fra et tidligere ægteskab med Marlene Juhl-Jørgensen. Han er nær ven med Kronprins Frederik.